# 金生山
金生山（きんしょうざん）は、岐阜県大垣市赤坂町から揖斐郡池田町に跨る、伊吹山地の南東端に位置する山である。
掘削前の最高標高は217.1 m、東西1km、南北2kmの丘陵で、全体が古生代ペルム紀の赤坂石灰岩で構成されている。細かくは金生山、更紗山、愛宕山、月見山、花岡山などのピークの総称だが、日本一の石灰石生産地として山の大部分が削り取られたため、これらのピークは現在はなくなり、明星輪寺のある南東部が残るのみである。

## 概要
数多くの化石を産出することで知られ、「日本の古生物学発祥の地」と呼ばれることがある。地質学的価値も高く、フズリナの化石が多く産出し、特にペルム紀中期のネオシュワゲリナ科のフズリナ類について詳しく研究されたため、赤坂世（地質年代）・赤坂統（地層）として日本の中部ペルム系上半の標準層序とされ、かつてはペルム紀中期の国際標準模式地の一つとされていた。山全体が石灰岩の日本有数のその産出地であり、石灰岩、大理石の採掘が盛んに行われており、山容が変わり景観は損なわれつつある。
古くから「赤坂山」と呼ばれ、関ヶ原の戦いの記録でも「赤坂山」や「虚空蔵山」と記されているなど、江戸時代までは赤坂山の方が一般的だった。金生山（きんしょうざん）は686年（朱鳥元年）の建立とされる明星輪寺の山号であり、赤鉄鉱が古くから掘られていたことに由来するとか、修験の山として奈良・吉野の金峯山（きんぷせん）になぞらえる中で金生山（きんぷせん・きんふせん）となったなどの説がある。
その後、明治時代に小字を付ける必要が出たことからピークの1つを金生山とし、やがて山全体の総称となったとみられる。この時点では「かなぶさん」との呼び方もあり、1869年（明治2年）に明星輪寺より分離した金生山神社（かなぶじんじゃ）や、金生山の南東に位置する大垣市立赤坂小学校（旧赤坂尋常高等小学校）が1905年（明治38年）7月8日に制定した校歌の歌詞「高くそびゆる金生山（かなぶやま） 清く流るる杭瀬川」などに残っている。現在は地名辞典、岐阜県、地理院地図、地質分野、鉱物分野、大垣市史などはいずれも「きんしょうざん」としているが、正式名称が「かなぶやま」だとする主張もある。

## 環境

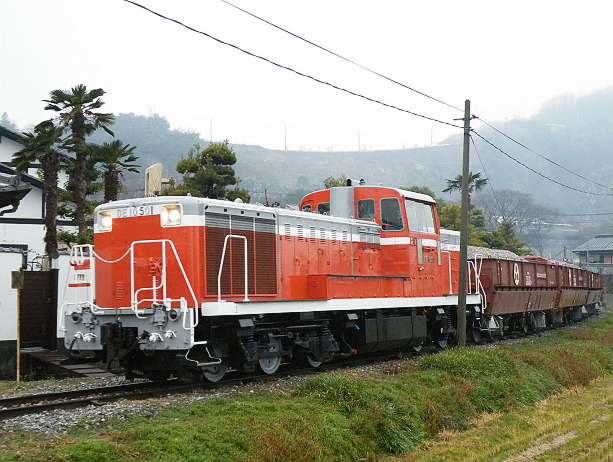
西濃鉄道DE10形501号機。石灰石専用貨物列車を牽引する。

1967年（昭和42年）3月17日に、山域は岐阜県の「伊吹県立自然公園」に指定されていたが、現在は指定地域から解除されている。山域に固有種のアメイロヒルゲンドルフマイマイなど38種類の陸貝が生息し、「金生山の陸貝と生息地」が1980年（昭和55年）11月11日に岐阜県の天然記念物に指定されている。この他に、「金生山のヒメボタル」が2007年（平成19年）12月14日に、「ユウスゲ自生地」が2013年（平成25年）2月21日に大垣市の天然記念物に指定されている。また、1993年（平成5年）2月に岐阜県山岳連盟により、続ぎふ百山のひとつに選定されている。

### 地史
約2億5000万〜2億7000万年前の古生代ペルム紀中〜後期に、海洋プレート上でサンゴによってつくられたとみられる石灰岩がある。当時の海山にできたサンゴ礁の名残とみられる。ペルム紀末にあたる最上部はPｰT境界の大量絶滅の痕跡を残している可能性がある。その後、プレートが移動しジュラ紀に海溝で沈み込む際に陸側のプレートにめり込んだ付加体（美濃帯）となり、地殻変動による逆断層で隆起して、この金生山の原型ができたと推測されている。そのため、生成された当時のペルム紀の生物の化石が多数採取されている。19世紀の終わりにドイツの古生物学者ギュンベル（Carl Wilhelm von Gümbel）が金生山の化石を紹介したことから、化石の山として世界的に知られるようになったという。採取される化石は主にフズリナ、サンゴ、石灰藻、ウミユリ、巻貝、二枚貝であるが、頭足類（オウムガイ）のほか三葉虫もある。貝類化石は世界の他地域に比べて巨大な物が多いことで世界に知られ、特にシカマイアという二枚貝やウミユリの化石は世界一の大きさを誇る。2016年5月10日には日本地質学会により、金生山の「ペルム紀化石群」が「岐阜県の化石」に選定されている。

### 金生山の特産種
金生山周辺には以下の陸貝の特産種が生息している。
- クロダアツクチムシオイガイ（Chamalycaeus kurodatokubeii (Minato)） - 金生山固有種。中腹足目（ニナ目）ムシオイガイ科、環境省のレッドリスト絶滅危惧I類、岐阜県の絶滅危惧I類[33]。
- オルサトギセル（Tyrannophaedusa iotaptyx orthatracta） - 金生山固有種。マイマイ目キセルガイ科。シリボソギセル（Tyrannophaedusa iotaptyx (Pilsbry)）の矮小種で亜種とされた事もある。環境省のレッドリスト準絶滅危惧、岐阜県の絶滅危惧II類[34]。
- アメイロヒルゲンドルフマイマイ（Trishoplita anzozona） - 金生山固有種。マイマイ目ナンバンマイマイ科。
- ヒルゲンドルフマイマイ（Trishoplita hilgendorfi (Kobelt)） - マイマイ目ナンバンマイマイ科、環境省のレッドリスト準絶滅危惧、岐阜県の準絶滅危惧[35]。
- ナミマイマイ（Euhadra sandai communis (Pilsbry)） - マイマイ目ナンバンマイマイ科、岐阜県の準絶滅危惧[36]。
- ミカドギセル（Tyrannophaedusa mikado (Pilsbry)） - マイマイ目キセルガイ科、環境省のレッドリスト準絶滅危惧、岐阜県の絶滅危惧II類[37]。
- ミノマイマイ（Euhadra senckenbergiana minoensis (Pilsbry)） - マイマイ目ナンバンマイマイ科。

### 金生山の鉱山・鉱脈

#### 石灰岩

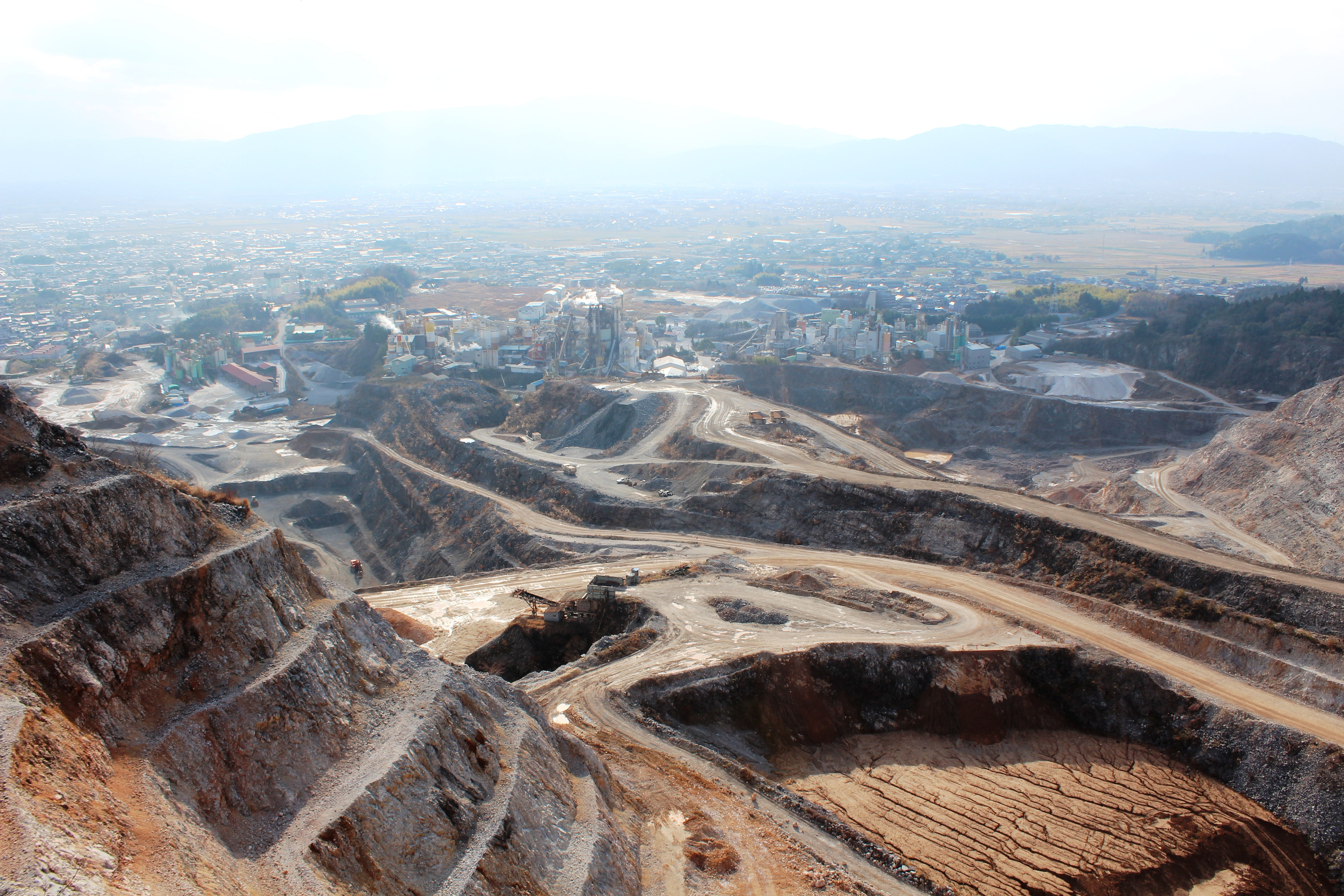
南側の石灰岩の昼飯鉱山とその鉱業関連の事業所

良質な石灰岩、大理石があることから、江戸時代より採掘が行われていて大垣城の石垣にも石灰岩が使われている。石灰岩を焼いて石灰にした美濃国赤坂の「美濃灰」は、武蔵国青梅成木の「武州灰」、下野国葛生の「野州灰」と並び、左官用石灰として江戸初期の石灰石焼成黎明期から供給されていた。1919年（大正8年）開業の東海道本線の支線（大垣駅 - 美濃赤坂駅、通称：美濃赤坂線）や1928年（昭和3年）開業の西濃鉄道は、この金生山から採掘される石灰を運搬するために開業した鉄道である。南東山麓に西濃鉄道市橋線乙女坂駅がある。南山麓にあった西濃鉄道昼飯線は2006年（平成18年）に廃止された。「金生山鉱山」のほか、周辺に「愛宕鉱山」、「河合石灰鉱山」、「清水鉱山」、「昼飯鉱山」などの石灰岩の採掘場があり、関連する以下の事業所がある。
- 上田石灰製造株式会社- 1890年（明治23年）創業、1948年（昭和23年）5月設立。金生昼飯鉱山で石灰岩を採掘し、昼飯工場と市橋工場で製鉄所などで使用される生石灰や苦土肥料の製造販売を行っている[39]。
- 河合石灰工業株式会社 - 1885年（明治18年）1月創業、1947年（昭和22年）6月設立。石灰岩を採掘し、生石灰、ドロマイト、消石灰、アルミナ水和物であるベーマイトの製造販売を行っている[40]。
- 清水工業株式会社 - 1888年（明治21年）3月創業、1948年（昭和23年）7月30日設立。金生山鉱山で石灰岩を採掘し、大久保工場と市橋工場で石灰系製品の製造を行っている[41]。
- 株式会社古田石灰工業所 - 1888年（明治21年）創業、1950年（昭和25年）6月1日設立。石灰岩を採掘し、生石灰、消石灰、苦土石灰の製造販売を行っている[42]。
- マルアイ石灰工業株式会社 - 1924年（大正13年）3月創業、1950年（昭和25年）8月設立。1968年（昭和43年）7月現社名に改称。昼飯鉱山で石灰岩を採掘し、生石灰、消石灰、石灰岩、肥料などの製造を行っている[43]。
- 矢橋ホールディングス株式会社 - 1961年（昭和36年）6月、矢橋工業株式会社の原石供給部門として三星砿業株式会社を設立。2007年（平成19年）4月、三星砿業株式会社を新設分割して矢橋ホールディングス株式会社に社名変更[44]。
  - 金生山石灰工業株式会社 - 1975年（昭和50年）5月、中小企業近代化促進法に基づき同業三社にて設立。生石灰の製造を行っている[45]。
  - 三星砿業株式会社 - 2007年（平成19年）4月設立。矢橋ホールディングス株式会社から新設分割による100%子会社として商号継承。愛宕鉱山で石灰岩などの採掘を行っている[46]。
  - 矢橋工業株式会社 - 1926年（大正15年）4月設立。1943年（昭和18年）現社名に改称。赤坂事業部の乙女坂工場と大久保工場で生石灰、消石灰、肥料などの製造を行っている[47]。
- 矢橋大理石株式会社 - 1901年（明治34年）1月1日、矢橋亮吉により創業。大理石、花崗岩、その他建築用石材の加工、販売及び施工を行っている[48]。大正末期から昭和初期に大理石の生産量全国一を誇り、大理石加工の元請として国会議事堂や大阪市中央公会堂などの歴史的重要建造物に石材を提供している[49]。

#### 赤鉄鉱
かつて金生山の赤坂地区には露頭の赤鉄鉱の鉱脈が東西200m、幅40m、高さ8m以上の台形状に存在した。豊富な鉱脈は1944年（昭和19年）に、日本軍により採掘され、北九州八幡製鉄所に送られ活用された。この赤鉄鉱から鉄製武器を大量供給できることが、皇位継承を争った壬申の乱で大海人皇子の勝利につながったという説がある。また赤坂町には中世、刀鍛冶集団が存在し、「関の孫六」として知られる孫六兼元（2代目兼元）の先代、清関兼元（初代兼元）はこの地で活躍した（その後、刀鍛冶集団は関市の地へ移った）。

##### ベンガラ
弥生時代後期の朝日遺跡で出土した土器は、金生山のベンガラ顔料で彩色されていたことが知られている。平安時代の絵巻物には白壁で赤い柱の建築物が描かれているが、平安宮にあった建築物の瓦に付着したベンガラからは金生山で採取されたと考えられるものが見つかっている。江戸時代の本草書にも「代赭」もしくは｢赤土｣と呼ばれた赤色顔料の産地について「和産ハ濃州赤坂ニアリ」と記されている。

## 地理

石灰岩採掘による山容の変遷
帰属：国土交通省「国土画像情報（カラー空中写真）」
配布元：国土地理院地図・空中写真閲覧サービス

北西の池田山から続く山域（池田山塊）の南東端に位置する。西には同様に石灰岩鉱山（伊吹鉱山）がある伊吹山があり、東山麓を揖斐川の支流である杭瀬川が流れ、国道417号が通る。南西には垂井町の市街地を挟んで南宮山が対峙している。南山麓を「金生山産業道路」が通り、その南側には岐阜県道216号赤坂垂井線（旧中山道）が通る。
金生山は東西1km、南北2kmの石灰岩のブロック（赤坂石灰岩）で、西側の梅谷層（中生代ジュラ紀）と東側の沖積層とは断層で接している。かつての頂上部には更紗山（標高217m）、愛宕山（同217.1m）、月見山（同130m）と呼ばれる3つのピークがあったが、石灰岩の採掘により現在はいずれも失われている。また、愛宕山の正南には花岡山（標高115m）が存在したが、こちらも採掘により姿を消している。

### 周辺の山

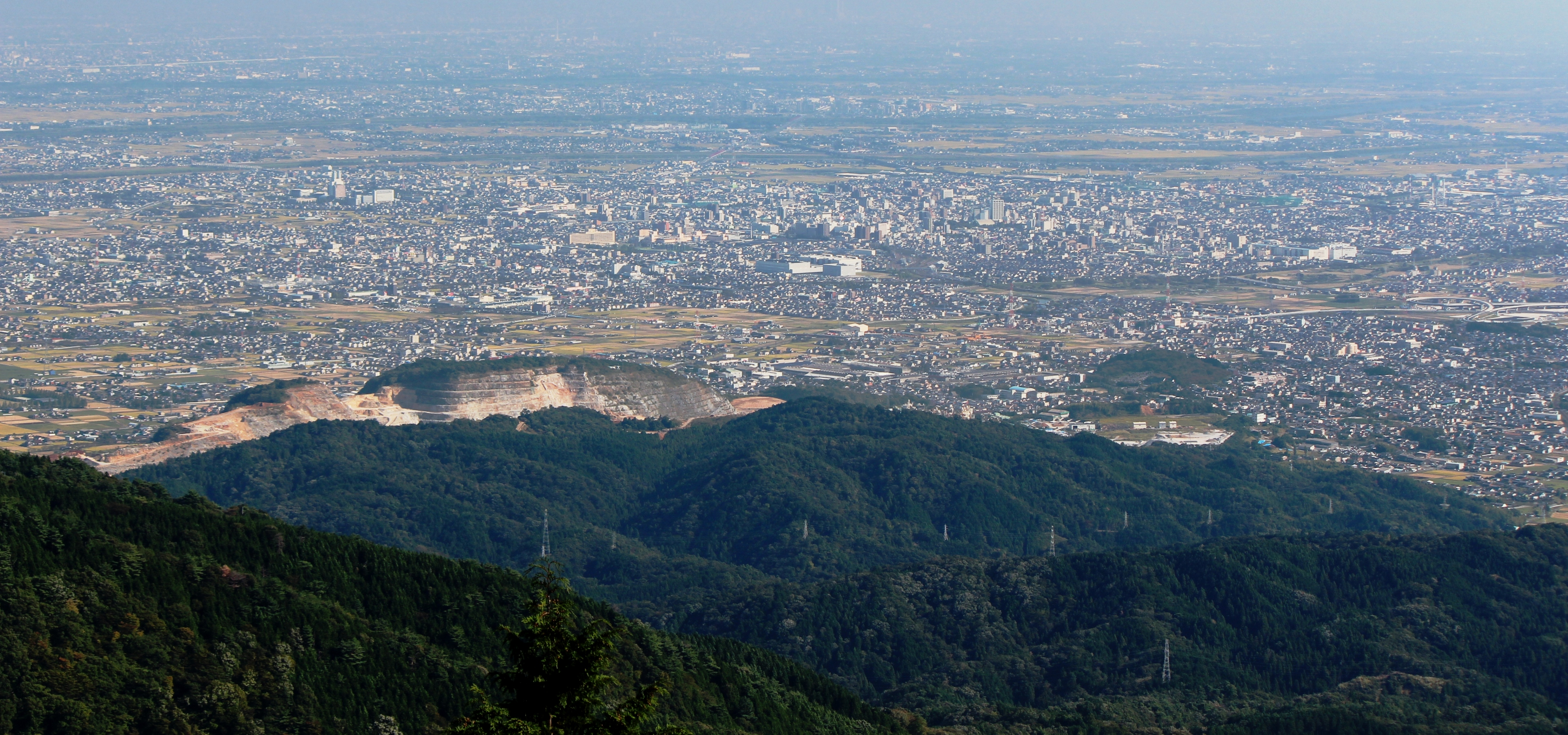
北西側の池田山から望む棚田状に石灰岩の採掘が行われている金生山。その背後に大垣市街地

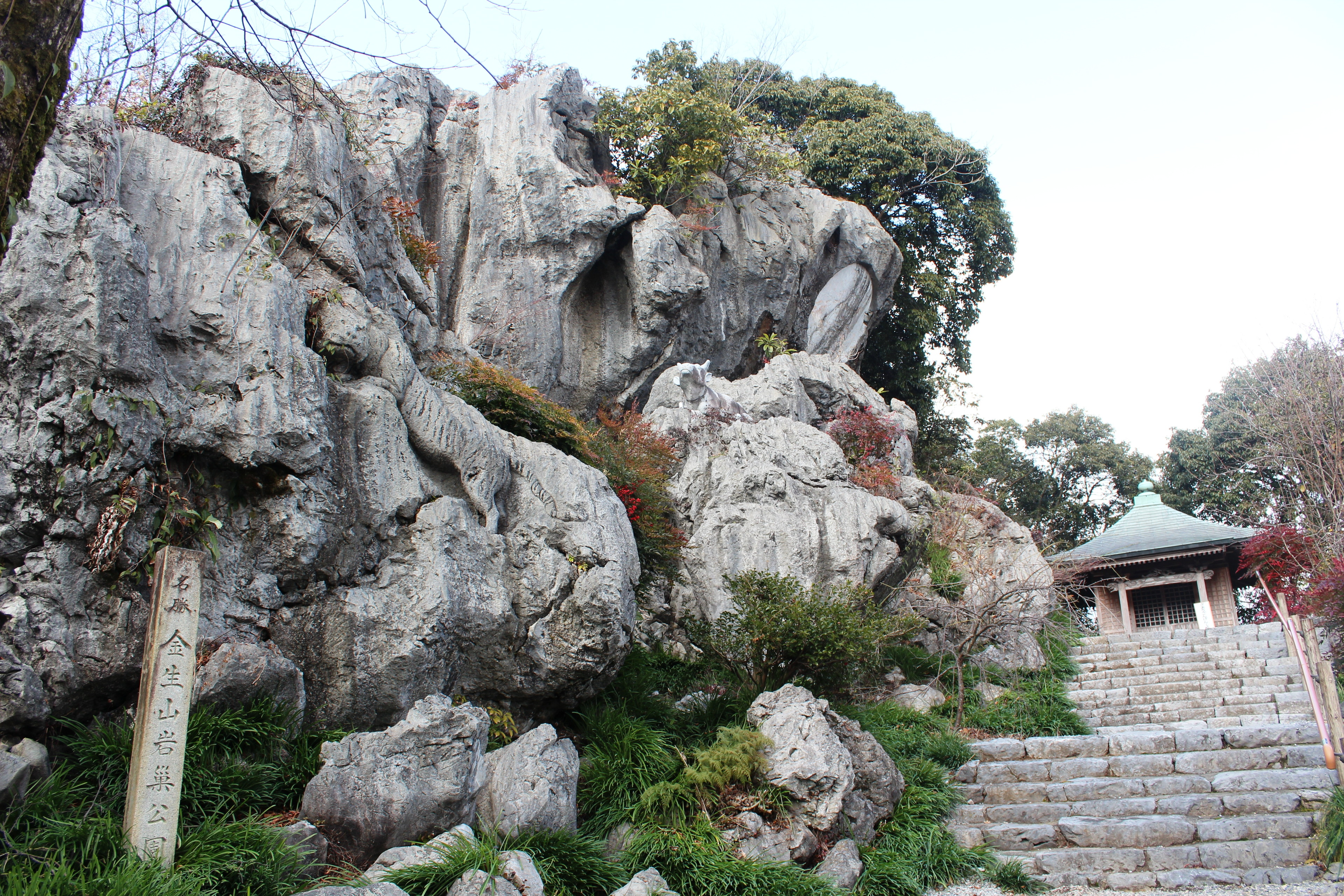
金生山の山頂の明星輪寺上部にある岩巣公園。石灰岩の奇石が多数並んでいる。

| 山容 | 山名   | 標高 (m) | 三角点等級 基準点名 | 金生山からの 方角と距離(km) | 備考                      |
| ---- | ------ | -------- | ------------------- | --------------------------- | ------------------------- |
|      | 伊吹山 | 1,377.33 | 一等 「伊吹山」     | 西 15.6                     | 日本百名山 滋賀県の最高峰 |
|      | 池田山 | 923.72   | 二等 「池田山」     | 北西 7.0                    | 池田の森                  |
|      | 金生山 | 217      |                     | 0                           | 続ぎふ百山                |
|      | 金華山 | 328.77   | 二等 「金花山」     | 東 19.0                     | 岐阜城                    |
|      | 笙ヶ岳 | 908.33   | 四等 「笙ヶ岳」     | 南南西 14.3                 | 養老山地の最高峰          |

### 周辺
金生山山頂の明星輪寺境内の上部に、2008年（平成20年）3月31日に「岩巣公園」（面積1.10 ha）が開設された。大垣市名勝指定。周辺からは東に濃尾平野を見渡すことができる。2010年（平成22年）10月1日に大垣市景観条例（平成21年3月25日条例第4号）に基づき「明星輪寺の境内地とそこからの眺望」が大垣市景観遺産（風景資産）に指定されている。
岩巣公園周辺では、小規模だがカルスト地形の一種であるピナクル（石灰岩柱）と岩石表面のカッレンフェルト（溶食水溝）が見られる。
- 金生山神社 - 南南東山腹にある。
- 金生山化石館 - 金生山から出土した化石を保管展示する博物館。金生山神社の東にある。
- 金生山明星輪寺 - 真言宗寺院。通称「赤坂虚空蔵」。
- 大垣市立赤坂中学校
- 赤坂宿
- お茶屋屋敷跡
- 昼飯大塚古墳 - 岐阜県で最大規模の古墳。